# Protohabropoda
Protohabropoda es un género extinto de abejas de la familia Apidae, conocido solamente por un fósil encontrado en Europa. Hay una sola especie en el género: Protohabropoda pauli.

## Historia y clasificación
P. pauli fue descrita con base en un solo fósil que es un par de compresión-impresión preservado en capas de roca blanda sedimentaria. P. pauli fue encontrada junto con otros insectos fósiles bien preservados en capas del Oligoceno tardío lacustre, en rocas de los sedimentos "calcáreos de Calavon". El material estaba expuesto a lo largo de las laderas del macizo de Luberon, cerca de Céreste al sur de Francia. Los sedimentos eran parte de un lago antiguo, considerado de 30 millones de años de antigüedad correspondiendo a la edad del Rupeliense. Sin embargo, los estudios más recientes indican que era del Oligoceno tardío. La flora fósil conservada en el shale sugiere que el lago estaba rodeado de un bosque mezclado mesofítico. Los ejemplares de familias de Apoidea son escasos y no muy diversos en la formación; los más comunes pertenecen al género Apis.
Cuando el holotipo fue estudiado formaba parte de una colección paleoentomológica del Museo Nacional de Historia Natural de Francia. Un equipo internacional de investigadores encabezado por Manuel Dehon de la Universidad de Mons (Université de Mons) de Bélgica. El trabajo fue publicado en PLOS ONE. El nombre del género es una combinación de la palabra griega "proto" (primero) y del género Habropoda al cual parece estar más relacionado. El nombre pauli es en honor del estudioso de abejas, Paul Léon Victor Vigot.
La forma y el tamaño del pterostigma (célula del ala) es similar al de las tribus Anthophorini y Centridini de Apinae, si bien la forma más redondeada del ala y el tamaño de las células es más similar a Anthophorini.
P. pauli es una de cuatro abejas descritas por Dehon y su equipo en un artículo de PLOS ONE. Las otras especies son: Bombus cerdanyensis, Euglossopteryx biesmeijeri y Andrena antoinei.

## Descripción
El fósil de P. pauli es una hembra preservada en vista dorsal del cuerpo con la cabeza torcida hacia arriba mostrando la cara, el ala derecha estirada y las alas traseras ausentes. La longitud total del cuerpo no se puede determinar debido a la posición y el torcimiento de la cabeza, pero el mesosoma es de 5,88 mm. Las antenas incompletas no son lo suficientemente visibles para determinar la longitud o el número de segmentos o flagelómeros. El metasoma mide 4,5 mm de largo y los dos segmentos visibles presentan un vello denso. Las patas no están bien preservadas y están parcialmente ocultas por el cuerpo. Las alas anteriores, de 7,79 mm, tienen un pterostigma de lados paralelos, sin angostarse.